# 오쿠보 기요시
오쿠보 기요시(일본어: 大久保清, 1935년 1월 17일 - 1976년 1월 22일)는 악명높은 일본의 연쇄 살인범이었다. 그는 1971년 5월 31일부터 41일 동안 16살에서 21살되는 여성 8명을 살인했다. 그는 다니가와 이반(일본어: 谷川伊凡)이라는 필명을 사용했다.

## 약력
그는 군마현 다카사키시에서 태어났다. 어머니는 러시아인과 일본인의 혼혈인이었고, 러시아인 혈통을 가졌다. 그는 어렸을 때, 다른 아이들로부터 괴롭힘을 당했다. 1955년 7월 12일에는 한 여성을 강간하기도 했다. 그리고 다른 여성을 강간하기로 계획했지만 성공하지는 못했다. 결국 체포되었으며 1959년 12월 15일에 풀려났다. 하지만 1960년 4월 16일에 다시 또 다른 여성을 강간하려고 했지만 실패했다. 1961년 5월 5일에 그는 결혼해서 딸과 아들을 낳았다. 1965년 6월 3일에 한 남자를 협박했다. 그리고 1966년 12월 23일에서 1967년 2월 24일에는 2명의 여성을 강간했다. 결국 1967년 7월 7일에 감옥에 가게 되었다. 1971년 3월 3일에 풀려난 뒤에는 8명의 여성을 유인해서 강간한 다음, 살해했다. 그리고 1971년 3월 31일에서 5월 10일까지 연쇄살인을 했다. 하지만 그는 5월 14일에 경찰에 체포되었다. 체포된 그는 마에바시시의 법정에서 사형을 선고받았다. 그리고 1976년 1월 22일에 사형에 처해졌다.

## 피해자
1. 쓰다 미야코 (津田 美也子) - 17살
2. 오이카와 미에코 (老川 美枝子) - 17살
3. 이다 치에코 (伊田 千恵子) - 19살
4. 카와바타 세이코 (川端 成子) - 17살
5. 사토 아케미 (佐藤 明美) - 16살
6. 카와마타 카즈요 (川保 和代) - 18살
7. 타케무라 레이코 (竹村 礼子) - 21살
8. 타카노하시 나오코 (鷹嘴 直子) - 21살

## 드라마
1983년 8월 29일에 그의 이야기를 바탕으로 오쿠보 키요시의 범죄(일본어: 大久保清の犯罪)라는 것이 제작되었다.